# HMS Hindustan (1903)
La HMS Hindustan fu una corazzata pre-dreadnought della classe King Edward VII della Royal Navy. Come tutte le altre navi della classe (tranne la HMS King Edward VII) aveva un nome collegato ad una parte importante dell'Impero Britannico, nel suo caso l'India britannica. Entrò in servizio a metà del 1905, servì prima nell'Atlantic Fleet e poi nella Channel Fleet, anche quando quest'ultima venne rionrganizzata nella Home Fleet.
Nel 1912 l'Hindustan e le sue gemelle della classe King Edward VII formarono il 3rd Battle Squadron. La squadra fu assegnata alla Grand Fleet all'inizio della prima guerra mondiale, e servì nella Northern Patrol. Nel 1916, lei e il resto della squadra furono trasferite al comando del Nore fino a quando non fu distaccata nel febbraio 1918 per servire come nave madre per i raid navali contro Zeebrugge e Ostenda. Fu decommissionata dal servizio attivo nel maggio 1918 e finì la guerra come nave caserma.  Fu radiata nel 1919.

## Caratteristiche tecniche
La HMS Hindustan fu costruita dal cantiere John Brown & Company a Clydebank. Fu impostata il 25 ottobre 1902 e varata il 19 dicembre 1903. Iniziò le prove in mare nel gennaio 1905 e fu completata nel marzo 1905.
Anche se la Hindustan e le sue sette gemelle della classe King Edward VII erano dirette discendenti della classe Majestic, furono anche le prime ad essere significativamente differenti dal progetto delle Majestic, dislocando circa 1000 t in più e montando per la prima volta una batteria intermedia da 234 mm oltre ai normali cannoni da 152 mm.  I cannoni da 234 mm erano a tiro rapido come i 152 mm e il proietto più pesante li rendeva degli eccellenti cannoni per gli standard del tempo. Fu adottato per la paura che le corazzate britanniche fossero poco armate rispetto alle navi straniere che avevano iniziato a montare cannoni da 203 mm nelle batterie intermedie. I 4 cannoni da 234 mm erano montati in torrette singole a prua dell'albero di trinchetto e di maestra e la Hindustan poteva usarne due su ogni bordata. Anche così l'Hindustan e le sue gemelle furono criticate per non avere un armamento secondario uniforme da 234 mm, idea considerate durante il progetto ma poì eliminata per il tempo che sarebbe servito per modificare così radicalmente il progetto. Alla fine risultò impossibile distinguere i colpi da 234 e da 152 mm, rendendo la direzione del tiro poco pratica per entrambi i calibri, anche se la Hindustan aveva piattaforme per il controllo del tiro sugli alberi di trinchetto e maestra invece delle coffe di combattimento delle classi precedenti.
Come tutte le navi britanniche dalla classe Majestic, le King Edward VII ebbero quattro cannoni da 305 mm in due torrette binate, una a prua e una a poppa. Le prime 5 King Edward, inclusa la Hindustan, montavano i cannoni Mark IX da 305 mm. Il posizionamento dei cannoni da 152 mm in casematte fu abbandonato e i cannoni furono invece posizionati in una batteria a mezza nave protetta da una corazza da 178 mm. Per il resto la corazzatura della Hindustan  era molto simile a quella della classe London.
L'Hindustan e le sue gemelle furono le corazzate britanniche con timoni compensati a partire dagli anni 70 del 1800 ed erano quindi molto manovrabili, con un diametro d'evoluzione di 311 m a 15 nodi. erano però difficili da manternere su di una rotta retta e questa caratteristica portò al soprannome di "the Wobbly Eight" (le traballanti otto) durante il servizio con la Grand Fleet fra il 1914 e il 1916. Avevano un rollio leggermente più rapido delle precedenti corazzate, ma erano comunque buone piattaforme per i cannoni, anche se molte umide con brutto tempo.
L'Hindustan era principalmente alimentata a carbone ma ebbe anche dei nebulizzatori di nafta installati, come anche le sue gemelle eccetto la HMS New Zealand, la prima volta che veniva effettuato su di una delle corazzate britanniche. Questi permettevano di alzare rapidamente la pressione del vapore, migliorando l'accelerazione della nave. Le otto navi ebbero le caldaie in quattro layout differenti a scopi comparativi. Il layout delle caldaie della Hindustan varia a seconda delle fonti da 12 caldaie a tubi d'acqua Babcock & Wilcox e tre cilindriche a 18 caldaie Babcock & Wilcox e tre cilindriche. Alle prove in mare superò la velocità di progetto, suoerando anche i 19 nodi.
L'Hindustan era una nave potente quando fu progettata e raggiunse completamente gli obiettivi del progetto. Fu però sfortunata, siccome gli anni del suo progetto e costruzione furono anni di sviluppi rivoluzionari nell'artiglieria navale, nel controllo del tiro, nella corazzatura e nella propulsione navale. Si unì alla flotta verso la metà del 1905 ma divenne rapidamente obsoleta a causa dell'entrata in servizio della HMS Dreadnought alla fine del 1906. Per il 1914 la Hindustan e le altre unità della classe King Edward VI erano, come tutte le altre pre-dreadnought, così sorpassate che passarono la maggior parte del loro servizio nella Grand Fleet, tra il 1914 e il 1916, navigando davanti a divisioni di corazzate monocalibro, proteggendole dalle mine individuando i campi minati o colpendoli per prime.

## Servizio
Al completamento, nel marzo 1905, la HMS Hindustan fu posta in riserva. Entrò in servizio operativo il 22 agosto 1905 presso l'arsenale di Portsmouth, nella Atlantic Fleet. Fu trasferita alla Channel Fleet nel marzo 1907. Il 24 marzo 1909, la Channel Fleet divenne la seconda divisione della Home Fleet e l'Hindustan divenne così parte della Home Fleet. Fu raddobbata a Portsmouth tra il 1909 e il 1910.
Nel maggio 1912 l'Hindustan e tutte e sette le sue gemelle (Africa, Britannia, Commonwealth, Dominion, Hibernia, King Edward VII e Zealandia) furono assegnate al 3rd Battle Squadron, assegnato alla prima flotta della Home Fleet. La squadra fu distaccata nel mediterraneo nel novembre 1912 a causa della prima guerra balcanica. Arrivò a Malta il 27 novembre e partecipò al blocco navale del Montenegro e all'occupazione di Scutari. L'Hindustan e l'Africa ritornarono nel Regno Unito nel febbraio 1913, riunendosi alla Home Fleet. Furono inserite nel 4th Battle Squadron per essere poi nuovamente inserite nel 3rd Battle Squadron quando la squadra ritornò in patria il 27 giugno 1913.

### Prima guerra mondiale
Allo scoppio della prima guerra mondiale il 3rd Battle Squadron fu assegnato alla Grand Fleet e basato a Rosyth. Fu utilizzato come complemento per gli incrociatori della Grand Fleet che svolgevano la Northern Patrol. Il 2 novembre 1914 la squadra fu distaccata presso la Channel Fleet e basata a Portland. Ritornò alla Grand Fleet il 13 novembre 1914.
L'Hindustan servì nella Grand Fleet fino all'aprile 1916. Durante le sortite della flotta, la nave e le sue gemelle navigavano davanti alle divisioni di drednought per proteggerle da eventuali mine.
Il 29 aprile 1916 il 3rd Battle Squadron fu spostato a Sheerness e il 3 maggio 1916 fu separato dalla Grand Fleet per essere trasferito al comando del Nore. L'Hindustan rimase lì con la squadra fino al febbraio 1918.
L'Hindustan lasciò il 3rd Battle Squadron nel febbraio 1918 quando fu selezionata come nave madre per i raid su Zeebrugge e Ostenda, servendo come nave deposito. Fu ancorata presso il canale dello Swin in questa configurazione fino al maggio 1918, quando ebbe una brutta collisione col cacciatorpediniere HMS Wrestler.

### Dopoguerra
Il 15 maggio 1918 la Hindustan fu posta in riserva al Nore e fu utilizzata come nave caserma presso le Royal Naval Barracks all'arsenale di Chatham. fu posta sulla lista di radiazione nel giugno 1919 e su quella di vendita nell'agosto dello stesso anno.  Fu venduta per la demolizione a Thos W. Ward il 9 maggio 1921. Nel 1923 fu trainata fino a Belfast per essere smantellata ed il 14 ottobre 1923 arrivò a Preston per essere demolita.